# 平和キャンプ

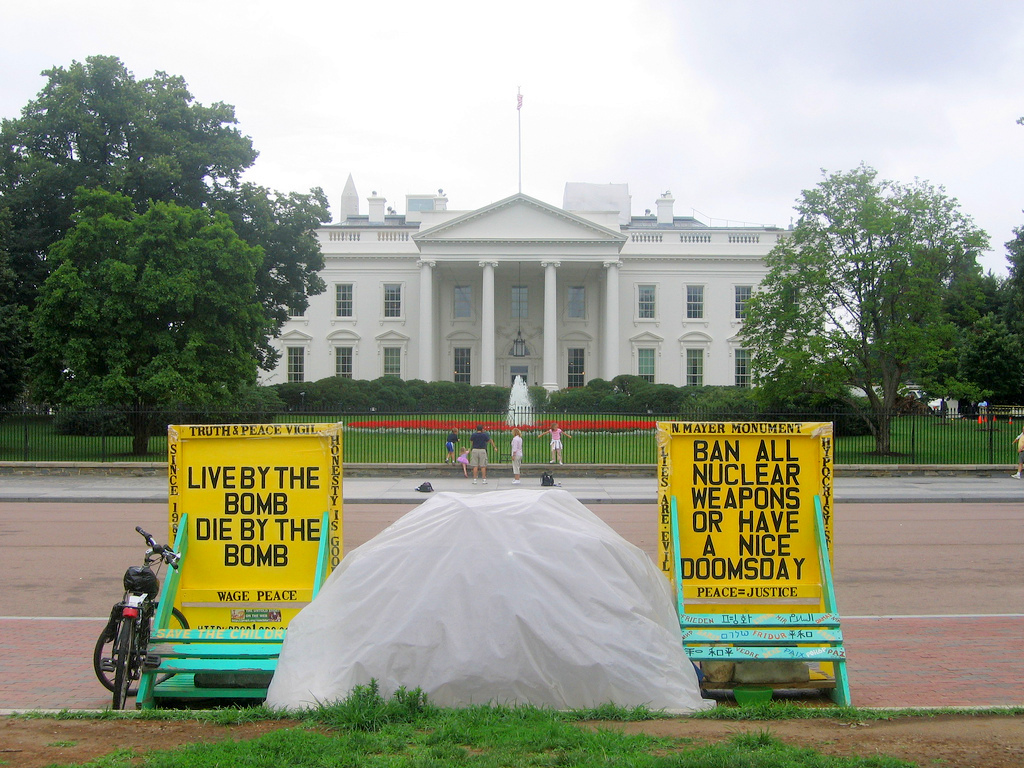
ホワイトハウス平和監視(White House Peace Vigil)は、米国の歴史の中で最も長く続いている平和監視である。 1981年にThomas (activist)によって始められた。

平和キャンプ（へいわキャンプ）は、反戦活動に焦点を当てた物理的な抗議キャンプの一形態である。それらは、軍事基地自体の存在、そこに保持されている軍隊、または基地を支配する人々の政治のいずれかに反対する平和運動のメンバーによって軍事基地の外に設置される。それらは1920年代に始まり、グリーナムコモン女性平和キャンプによって世界中に宣伝されたために、1982年に目立つようになった。それらは特に1980年代のイギリスの現象であり、アメリカ帝国主義に対する感情と関連していたが、平和キャンプは1920年代以降他の時期や場所に存在していた。

## 抗議の背後にある理由
英国では、当時のソビエト連邦に対して米国が核軍縮を要求した核兵器の存在に反対し、非暴力的に抗議するために、人々は抗議キャンプの軍事基地の外に住むようになった。グリーナムコモン女性平和キャンプの女性たちは、特に米国の巡航ミサイルをそこに配置することに反対した。彼らが主張したことにより、この地域はソビエト連邦の侵略の直接の標的になった。 1980年代、米国空軍は、グリーンハムコモンだけでなく、上記のいくつかの場所に陸上巡航ミサイルを搭載していた。その後、ミサイルは米国に戻されたが、英国には米軍の存在が残っており、英国は核兵器自体を所有し、開発し続けている。これらの要因により、平和キャンプの概念は今日も生き続けている。ファスレーン平和キャンプの存在により、1982年以来、英国の軍事基地の外に少なくとも1つの平和キャンプが継続的に存在している。

## 歴史
最初の平和キャンプは、1920年代に始まったことが知られている。

## 1980年代
最初の近代的な平和キャンプは、1981年に設立されたイギリスのグリーナム・コモン空軍基地にあるさまざまな女性専用の平和キャンプだった。 グリーナムコモン女性平和キャンプは、2000年までキャンプでの存在感を維持していた。女性専用の平和キャンプは、1982年4月から9月までリンカンシャー州ワディントンに、1982年10月から1983年3月までカペンハーストに拠点を置いていた。その他の男女混合の平和キャンプは、アッパーヘイフォード、ハイ・ウィカムコムのドーズヒル、 RAFモールスワース、レイクンヒース、ナップヒル、クライド海軍基地に出現した。 1982年に設立されたファスレーン平和キャンプは現在も存在している。

### ナップヒル
1983年から1985年にかけて、イングランドのハイウィコム近くのナショナルトラストの土地（ブラデナム村）にRAFストライクコマンド用の掩体壕が建設された。ナップヒル平和キャンプは、この建設を目撃し、反対するために設立された。 Angry Pacifistマガジンは、ナップヒル平和キャンプから作成された。

### ホワイトハウス平和監視
トーマスとコンセプシオンピシオットは、米国で最も長く続いている平和監視の創設者である。ホワイトハウス平和監視は、1981年6月3日以来、ワシントンDCのペンシルバニアアベニューの1600ブロックにあるラファイエット広場のホワイトハウスの向かいにある。

### ブランブルズファーム、ウォータールービル、ハンプシャー
ブランブルズファームピースキャンプは、英国海軍向けのスピアフィッシュ7525魚雷を製造するための研究開発施設の敷地内に1982年に設立された。キャンプは、その信念において反戦と反核であるが、緑地の喪失とパブリックコンサルテーションの欠如に反対するデモを行う地元の人々によっても支持され、出席された。抗議者たちは数ヶ月間建設工事を延期し、国内外から約3,000人の人々が訪れました。魚雷タウンフェスティバルはその後数年間この地域で開催され、1991年にハンプシャーのリップホックで約25,000人がスパイラル族のサウンドシステムに合わせて踊ったときに最大のフェスティバルが開催された。これらのフェスティバルは、1990年代初頭、トーリー党政府によるレイブパーティーと無料のフェスティバルの取り締まりに反した。

### ニューヨーク州セネカ郡
1983年、フェミニストは、核兵器の廃絶を要求するために、1848年のセネカフォールズ条約の開催地であるニューヨーク州ロムルスに平和と正義の未来のためのセネカ女性野営地を設立した。 

## 21世紀

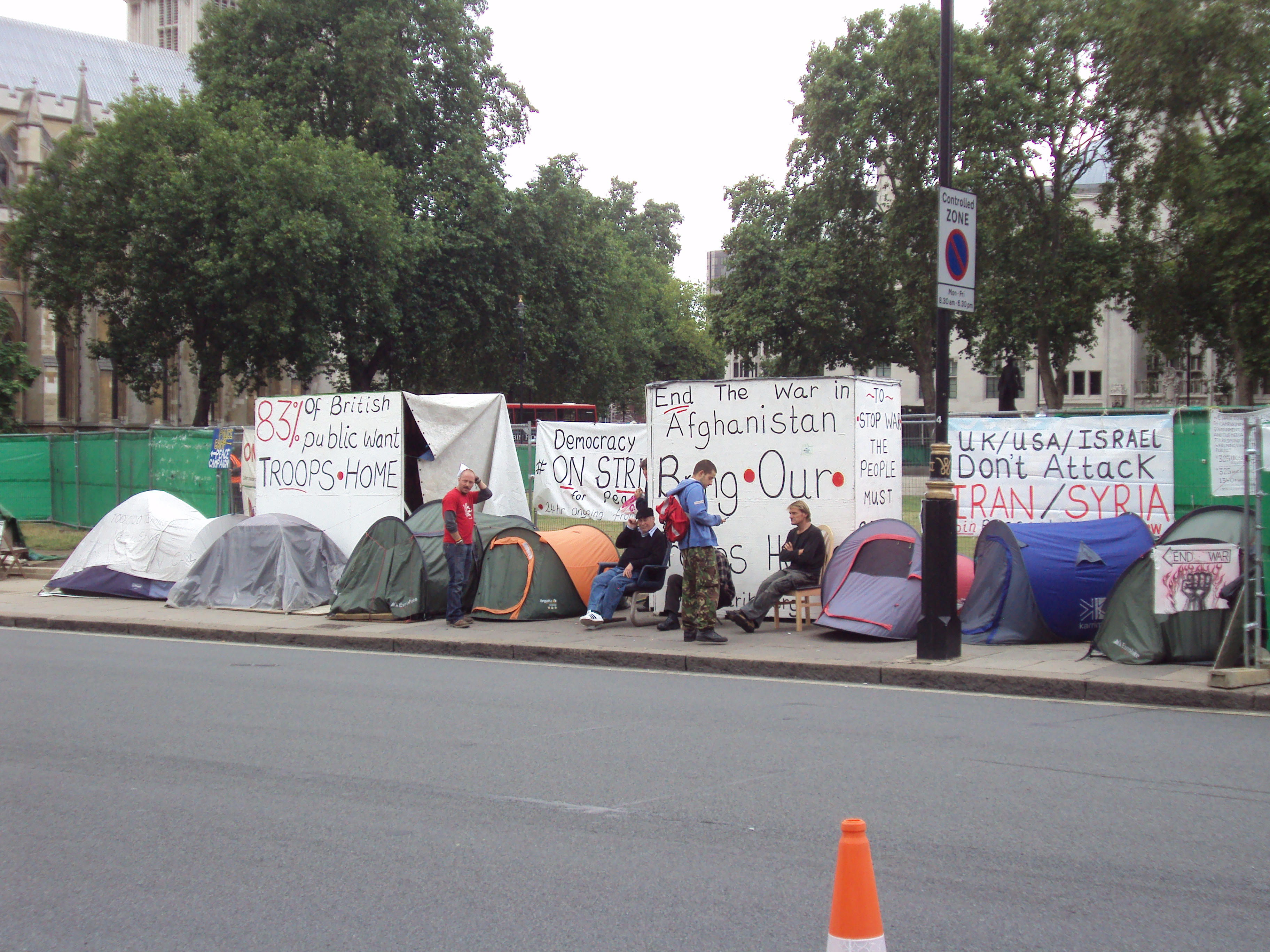
英国議会の反対側の議会広場平和キャンペーン、2010年

2001年、ブライアンハウは、ロンドンの国会議事堂の外で国会議事堂広場平和キャンペーンを立ち上げた。 2007年8月、彼に加わった他の人々は追放されたが、彼は留まることが許された。 
1985年以来、月に1週間、アルダーマストンで女性の平和キャンプが開催されている。  2003年2月17日にフェアフォードに平和キャンプが設立された。 2005年5月13日、抗議者たちはプリマスのすぐそばのドレイクス島に平和キャンプを設置した。
2005年2月、平和活動家と住民は、2006年2月7日に韓国からの自治を宣言したハンフリーズ基地の拡大に反対して、韓国のDaechuri村で平和キャンプを開始した。 2006年10月現在、補償を受け入れた居住者が所有する家屋が取り壊されたにもかかわらず、抵抗する居住者は現場にとどまっている。
2005年8月、シンディシーハンは、米国大統領ジョージW.ブッシュのテキサス牧場の外に、息子にちなんで名付けられた平和キャンプであるキャンプケーシーを設立した。

## 用語の代替使用法
平和キャンプという用語は、主に1980年代に英国で特に流行した反戦抗議キャンプの形式に使用されますが、特定の戦争に反対する戦前または戦時中の政治派閥を表すためにも使用されることがある。これらは物理的な陣営ではなく、政治的同盟である。現在、イスラエル平和キャンプ（Israeli peace camp）がある。
さらに、この用語は、紛争中のさまざまなグループの若者（パレスチナ人とイスラエル人の若者など）を集めて相互関係の変革と改善に取り組むサマーキャンプで使用されることもある。そのようなキャンプの主催者は明らかに平和的な解決策を支持しますが、参加者はそうしないか、少なくとも同じ程度ではないかもしれない。さらに、これらのキャンプは「抗議キャンプ」としてではなく、彼らの目標に向かって建設的に取り組み、参加者に変化をもたらすことを目的としている。
19世紀初頭、宗教的改宗を目的として「アパッチデパス」またはアパッチ平和キャンプが設立された。それらは、19世紀初頭に、現在のメキシコと米国南西部のスペイン人によってプレシディオスの近くに設立された。これらは、アパッチ族をローマカトリックに改宗させ、スペイン人の目にはアパッチ族の救済を得るために、ローマカトリック教会によって管理されした。アパッチ族を農民に変えようとして、キャンプでは配給と農産物も配られた。

## 参照
- 平和活動家の一覧（英語版）